# Harold Miles
Harold W. Miles (4 avril 1892, Kansas - 31 octobre 1951, Los Angeles, Californie) est un artiste du domaine du cinéma et directeur artistique américain. Il a travaillé pour plusieurs studios et a été  directeur artistique sur  Blanche-Neige et les Sept Nains (1937) des studios Disney.

## Filmographie
- 1927 : Le Roi des rois, conception décors
- 1928 : Noah's Ark, technicien
- 1929 : La Reine Kelly (Queen Kelly) d'Erich von Stroheim, directeur artistique et conception décors
- 1929 : Le Masque de fer
- 1930 : La Piste des géants, décor plateau
- 1930 : She, conception des costumes et illustrations
- 1937 : Blanche-Neige et les Sept Nains, directeur artistique
- 1946 : Easy Does It, directeur artistique